# 아프가니스탄의 군주
이 문서는 1709년 이래 공화국 형성 이전 아프가니스탄의 군주 목록이다.

## 호타키 제국
- 미르와이스 호타크
- 압둘 아지즈 호타크
- 마흐무드 호타키
- 아슈라프 호타키
- 후사인 호타키

## 아프간 제국
- 아마드 샤 두라니
- 티무르 샤 두라니
- 자만 샤 두라니
- 마흐무드 샤 두라니
- 슈자 샤 두라니
- 알리 샤 두라니

## 아프가니스탄 왕국
- 도스트 모하마드
- 셰르 알리 칸
- 모하마드 아프잘 칸
- 무함마드 야굽 칸
- 압두르 라흐만 칸
- 하비불라 칸
- 나스룰라 칸
- 아마눌라 칸
- 이나야툴라 칸
- 하비불라 칼라카니
- 무함마드 나디르 샤
- 무함마드 자히르 샤